# Miomir Mugoša
Miomir Mugoša, černohorsky Миомир Мугоша, (* 23. července 1950 Cetinje) je černohorský lékař a politik. Od roku 2000 vykonává funkci starosty hlavního města Podgorice.
Miomir Mugoša se narodil v Cetinje. Základní a střední školu dokončil v Podgorici a promoval na univerzitě v Bělehradě. Vystudoval chirurgii se specializací na její odvětví hepatobiliární chirurgii.
Mugoša pracoval v záchranné službě v centrech zdraví a na chirurgii Černohorského klinického centra. V letech 1996–1997 byl také ředitelem tohoto ústavu. Byl nejdéle úřadujícím ministrem Černé Hory - od roku 1990 do listopadu 2000, kdy pracoval ve vládě jako ministr zdravotnictví, s výjimkou 3 měsíců, během nichž působil jako ministr práce a sociálních věcí.
Mugoša je členem Černohorské strany sociálně-demokratické již od jejího založení. Je členem hlavní rady sociálních demokratů v Donja Gorica.
Žije v Podgorici ve čtvrti Mareza v rodinném domě, kde také žili jeho předkové.

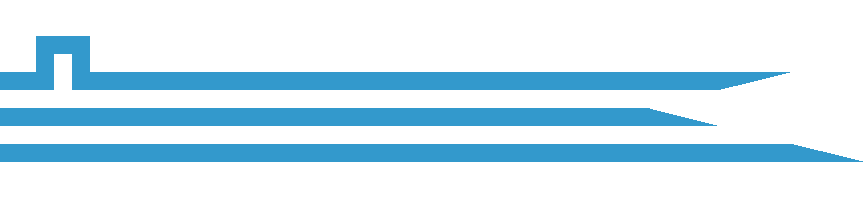
Vlajka starosty města Podgorice

Mugoša byl nedávno zapojený do skandálu s urážlivým chováním novináře z místních novin Vijesti Mihaila Jovoviće. Údajně se jednalo o lži, do kterých se zapojil nejen novinář Jovović, ale i redaktor novin Vijesti.
13. září 2006 byl Mugoša znovu zvolen starostou Podgorice pro druhé volební období.